# Strauss Zelnick
Harry Strauss Zelnick (né le 26 juin 1957) est un investisseur en capital-risque et un dirigeant d'entreprise du secteur du divertissement. Il est le fondateur de Zelnick Media Capital et le président-directeur général de Take-Two Interactive.
Zelnick a également été président par intérim de CBS Corporation.

## Jeunesse et éducation
Strauss Zelnick est né à Boston, dans le Massachusetts.
De 1979 à 1983, Strauss a étudié à la Harvard Business School où il a obtenu un MBA. Au cours de ces années, il a également étudié à la Faculté de droit de Harvard et obtenu un diplôme de JD. Auparavant, en 1979, il a obtenu un baccalauréat en anglais et en psychologie dans l'université Wesleyenne avec la plus grande distinction,.

## Carrière

### Débuts
Le premier poste de direction de Strauus Zelnick a été chez Columbia Pictures. Il a été vice-président des ventes internationales de télévision de la société de 1983 à 1986.
En septembre 1986, Zelnick est devenu président et chef de l’exploitation de Vestron Inc., une entreprise de vidéocassettes.
En octobre 1989, Zelnick a commencé son mandat avec la 20th Century Fox. Il a été président et chef de l’exploitation, gérant tous les aspects de l’activité mondiale de production et de distribution de films cinématographiques de la Fox.
En juin 1993, Zelnick est devenu président et chef de la direction de Crystal Dynamics, développeur de jeux vidéo.
En janvier 1995, Strauss Zelnick a été président et chef de la direction de BMG Entertainment. À l'époque, BMG possédait 200 maisons de disques et opérait dans 54 pays. 
Strauss Zelnick a également travaillé chez Cast & Crew Entertainment Services, LLC et Naylor LLC. Il a également été président et chef de la direction de Columbia Music Entertainment, président du conseil d’ITN, président du conseil de Direct Holdings Worldwide et d’OTX. 
Il est actuellement membre associé du Temple de la renommée de l'Académie nationale des arts et des sciences de l'enregistrement, a siégé au conseil d'administration de l'Association de l'industrie de l'enregistrement en Amérique et de la Motion Picture Association of America et est administrateur émérite de l’université Wesleyenne.

### Zelnick Media Capital
En 2001, Strauss Zelnick a fondé Zelnick Media Capital, maintenant connu sous le nom de ZMC. Il est responsable de la création, de la structuration et du suivi des investissements de ZMC. Il représente actuellement ZMC en tant que directeur de Education Networks of America et membre du conseil d’administration d’Alloy, LLC.
Le 29 mars 2007, lors d’une assemblée annuelle, il devient PDG et président du conseil d’administration de Take-Two Interactive. En conséquence, Zelnick a pris le contrôle de la majorité de la société auprès de certains des plus gros investisseurs de Take-Two Interactive.

### CBS Corporation
De plus, Zelnick est le président par intérim de CBS Corporation. Il est en poste depuis la démission de Richard Parsons en octobre 2018.  

### Livre
Le 4 septembre 2018, Strauss Zelnick sort son premier livre intitulé : Becoming Ageless: The Four Secrets To Looking and Feeling Younger Than Ever. 

## Vie privée
En janvier 1990, Strauss Zelnick a épousé Wendy J. Belzberg (la fille de Samuel Belzberg (en)). Le couple a maintenant trois enfants.
En 2015, Strauss a fondé un club de fitness collectif appelé « The Program », qui se réunit quatre fois par semaine pour une variété d'entraînements intenses et matinaux.